# مقاطعة بورتاغ (ويسكونسن)
مقاطعة بورتاغ (بالإنجليزية: Portage County, Wisconsin)‏ هي إحدى مقاطعات ولاية ويسكونسن في الولايات المتحدة. تأسست سنة 1841، وتبلغ مساحتها 823 ميل مربع (2,130 كـم2)، بلغ عدد سكانها 70019 نسمة في عام 2010 حسب إحصاء مكتب تعداد الولايات المتحدة .

## وصلات خارجية
- الموقع الرسمي
- United States Counties